# Альперович, Борис Ильич
Бори́с Ильи́ч Альперо́вич (22 сентября 1927, Харбин — 17 сентября 2015, Томск) — советский и российский врач, почётный заведующий кафедрой хирургических болезней № 2 СибГМУ, заслуженный врач РФ, заслуженный деятель науки РСФСР (1991), лауреат Государственной премии РФ (1993).

## Биография
Родился 22 сентября 1927 года в Харбине, Китай, в семье медиков.
В 1950 году с отличием окончил лечебный факультет Томского медицинского института (ТМИ).
В 1950—1955 годах — главный врач и хирург Средне-Колымской районной больницы Якутской АССР.

В 1955—1962 годах — старший ординатор и заведующий хирургическим отделением Якутской республиканской больницы.
В 1962—1969 годах — доцент и заведующий кафедрой хирургии Якутского государственного университета.
С 1969—2001 годах — заведующий кафедрой хирургических болезней педиатрического факультета ТМИ (с 1992 г. СибГМУ), с 2001 года — почётный заведующий этой кафедрой.
В 1978 году организовал и возглавил зональный гепатологический центр в Томске.
Умер 17 сентября 2015 года в Томске.

## Научная деятельность
Кандидатская диссертация на тему: «Эндемический зоб в Якутии» (1962).
Вел научную работу в области гепатологии. Специалист в хирургическом лечении заболеваний печени и желчевыводящих путей.
Автор 420 научных работ, в том числе 18 монографий, а также 24 патентов РФ и 21 патента других стран.
Под его руководством велись работы по улучшению методов оперативного лечения очаговых поражений печени и поджелудочной железы с использованием криохирургической аппаратуры.
Защищено 6 докторских и 35 кандидатских диссертаций.

## Награды
- Значок «Отличнику здравоохранения» (1959)
- Орден «Знак Почёта» (1961)
- Медаль «Ветеран труда» (1983)
- 2 серебряные медали ВДНХ
- Орден Дружбы народов (1986)
- Заслуженный врач Российской Федерации
- Заслуженный деятель науки Российской Федерации (1991)
- Государственная премия Российской Федерации (1993), за разработку и внедрение в клиническую практику эффективных методов диагностики и лечения новообразований печени
- Почётный гражданин города Томска (2002)
- Орден Почёта (2004)
- Знак отличия «За заслуги перед Томской областью» (2007)
- Знак отличия «Гражданская доблесть» (2007)

Почётный член Международной ассоциации хирургов-гепатологов России и стран СНГ, почетный член Петербургского общества хирургов имени Н. И. Пирогова, почетный председатель Томского областного общества хирургов.
Академик Российской академии естественных наук, академик Международной академии высшей школы, академик Академии прикладной медицины, действительный член Международного общества хирургов и Международного общества гепатопанкреатобилиарной хирургии.